# Maximí el Traci
Gaius Iulius Verus Maximinus conegut com a Maximí el Traci (c. 173 – 238), d'origen got i anomenat el Ciclop, va ser proclamat emperador a Magúncia l'any 235.
Maximí va ser el primer emperador d'origen bàrbar i el primer que mai va trepitjar Roma. Segons les descripcions que han arribat fins a nosaltres, destacava per la seva excepcional estatura i envergadura (hom creu que superava els 2 metres d'alçada). Se'l considera l'origen de la crisi del segle iii. En iniciar el seu govern es va trobar amb una invasió recent dels germànics alamans en el territori fronterer dels Agri Decumates (234) i els va derrotar, amb moltes baixes, a prop de l'actual Baden-Württemberg.
El mateix any de l'accés al tron de Maximí, Udainath Ben Havian o Hairan (Odenat I) va succeir al seu pare en el govern de Palmira, a l'Orient. Maximí, escollit emperador per les tropes tot i que anteriorment no havia exercit cap dignitat de rang senatorial o eqüestre, va tenir com a divisa del seu govern el mantenir el favor de l'exèrcit (era un dels generals més populars, i havia ingressat a les files de la guàrdia de l'emperador Sever, que el va elegir per la seva corpulència) i va ignorar completament al Senat, que per la seva part se li va mostrar sempre hostil. Durant el seu govern hi va haver freqüents execucions i va multiplicar les requises per proveir a les tropes.
Maximí va revisar la política complaent d'Alexandre Sever pel que feia referència als cristians i els va declarar de nou enemics del poble. Els va perseguir, i els bisbes de Roma Poncià i el seu successor Anter probablement van morir com a màrtirs.
L'any 236 va aconseguir recuperar el territori dels Agri Decumates, i va començar una guerra contra els dacis (236-238) i contra els sàrmates (237- 238). L'any 237 els perses sassànides van envair novament Mesopotàmia.

## Gordià I i Gordià II coemperadors
El General-Emperador Maximí va triomfar contra els dacis i els sàrmates (238), però simultàniament els carps i els gots van envair la Mèsia inferior. La situació era delicada. El sosteniment de l'exèrcit exigia majors aportacions, i els terratinents de la província d'Àfrica van ser els primers a reaccionar: Aprofitant el descontentament creat per les condemnes i execucions ordenades per un procurador imperial, els terratinents i el jovent de Thisdrus, un centre productor d'oliva a l'actual El Djem, van organitzar una revolta amb els seus familiars, clients, esclaus i addictes, donant mort al governador provincial i proclamant emperador l'ancià procònsol Gordià I (descendent dels Gracs, i que era a Thisdrus) que, per la seva edat, va associar al govern al seu fill Gordià II.
Quan es va saber la rebel·lió d'Àfrica, el Senat, hostil a Maximí, va reconèixer els nous emperadors. El governador de Numídia, Capel·lià, partidari de Maximí, va marxar amb la Legió III Augusta sobre Cartago i va derrotar les forces locals i les forces reclutades pels terratinents. Va morir en la lluita l'emperador Gordià II. El seu pare, Gordià I, que tenia 80 anys, en conèixer la notícia, es va suïcidar.

## Balbí i Pupiè, i Gordià III
Tot i la derrota dels Gordians, el Senat va mantenir la seva hostilitat contra Maximí i va designar emperadors conjunts Balbí, un distingit senador i Màxim Claudi Pupiè, un destacat militar, a qui poc després, i sota pressió popular, es va afegir un tercer emperador, Gordià III (de 13 anys), fill (o nebot) de Gordià II. Maximí, que havia designat cèsar Juli Ver Màxim, va marxar a Itàlia per a imposar allà la seva autoritat, però va ser derrotat per les forces lleials al Senat a Aquileia. Consumada la derrota, Maximí, juntament amb Ver Màxim, va ser assassinat pels seus propis soldats.